# Ulvi Cemal Erkin
Ulvi Cemal Erkin   (Istanbul, 14 de març de 1906 - Ankara, 15 de setembre de 1972) fou un compositor i pianista turc.
Va ser membre del grup pioner de compositors simfònics a Turquia, nascut en el període 1904–1910, que després es va anomenar "The Turkish Five" (Els cinc turcs). Aquests compositors van establir la direcció de la música a la recent constituïda República Turca. Aquests compositors es distingiren pel seu ús de la música popular turca i dels elements modals en un estil simfònic completament occidental.

## Biografia
L'aptitud d'Ulvi Cemal Erkin per a la música va ser notada des de ben jove per la seva mare, ella mateixa pianista. El seu pare era un funcionari superior de l'administració otomana, va contreure sèpsia i va morir quan el jove Erkin tenia set anys. La mare vídua i els seus tres fills es van refugiar a la mansió de l'avi matern, també un oficial d'alt rang de l'imperi otomà en decadència i un intel·lectual.
Erkin va prendre les seves primeres lliçons de piano de Mercenier, francès, i més tard d'Adinolfi; després, un reconegut professor de música a Istanbul. Es va graduar a Galatasaray Lisesi. Paral·lelament als seus estudis a la secundària Galatasaray que impartia educació en francès, va continuar els seus esforços en el camí de convertir-se en músic i es va aprofitar de totes les oportunitats que podien contribuir a les seves aspiracions.
La recentment fundada república tenia com a objectiu ampliar la modernització i la occidentalització a tots els aspectes de la vida, inclosa la música. Atatürk ja fa temps que reflexionava també en aquest domini i tenia molta intenció de veure-ho en marxa. Per a això, s'estan donant beques a joves estudiants dotats a les institucions acadèmiques europees. Ulvi Cemal Erkin tenia 19 anys quan va guanyar el concurs del Ministeri d'Educació i va rebre una beca per estudiar música a París, juntament amb altres dos estudiants, Cezmi Rıfkı i Ekrem Zeki el 1925. Va estudiar al conservatori de París i l'"Ecole Normale de Musique". Va estudiar piano amb Isidor Philipp, i composició amb Jean i Noël Gallon i Nadia Boulanger al Conservatori de París.
Al seu retorn a Turquia el 1930, va començar a ensenyar a la "Musiki Muallim Mektebi" (Escola d'Educació Musical). Va conèixer la seva dona Ferhunde Erkin (nascuda Remzi) al "Musiki Muallim Mektebi". El 29 de setembre de 1932, es va casar amb ella: Ferhunde era pianista, llicenciada al Conservatori de Leipzig i amb el seu col·lega a l'escola d'Ankara, ella es va convertir en la seva musa i millor intèrpret i van compartir tota una vida amb esforços dedicats a animar i formar joves músics amb els recursos escassos que es proporcionen a les institucions i a fer concerts públics de música polifònica a tot Anatòlia.
Erkin va compartir el gran premi del "Cumhuriyet Halk Partisi" amb Ahmet Adnan Saygun i Hasan Ferit Alnar el 1943 pel seu Concert per a piano. Va escriure la famosa suite orquestral Köçekçe el mateix any. Va ser Alfred Cortot qui li va donar la idea de compondre un concert per a piano durant la seva visita a Turquia, després d'escoltar el seu quartet.
El Concert per a piano i la suite Köçekçe van ser estrenats per l'Orquestra Simfònica Presidencial l'11 de març de 1943. L'orquestra va ser dirigida pel doctor Ernst Praetorius, i el solista Ferhunde Erkin. A petició de l'ambaixador alemany Franz von Papen, el concert de piano es va interpretar a Berlín, Alemanya, el 8 d'octubre de 1943. L'Orquestra de la Ciutat de Berlín va ser dirigida per Fritz Zaun i el solista va tornar a ser Ferhunde Erkin.
Erkin, que va compondre els seus primers treballs mentre estudiava a París, va ser productiu com a compositor al llarg de la seva carrera com a professor de música que es va embarcar el 1930 als 24 anys, o en alguna ocasió apareixent com a pianista per a concerto, entre d'altres, com a acompanyant o com a director d'orquestra per interpretar les seves pròpies obres o òperes. També va dirigir l'Orquestra dels Estudiants del Conservatori en els seus concerts periòdics i va compondre la "Sinfonietta", una obra composta expressament per ajudar els instrumentistes a superar algunes dificultats rítmiques i modals, pròpies de la música turca.
Amb la seva genuïna qualitat, calidesa i aparent simplicitat, la música d'Erkin va influir molt en la il·lusió del públic turc per la música polifònica, i les seves obres eren les més freqüentades. Aquest és el cas actual. El poder espiritual de la música tradicional modal es reflecteix magistralment malgrat l'absència de quarts tons en els instruments d'orquestra occidental i els desiguals ritmes rítmics de la música folk s'utilitzen de manera excel·lent en una encantadora estructura harmònica i orquestració.
Les seves obres són interpretades i difoses de forma àmplia i freqüent fora de Turquia i personalment ha dirigit les seves pròpies obres amb orquestres com la Filarmònica Txeca, l'Orquestra de Colonne a la Fira de Brussel·les i "L'Orquestra Simfònica de la Ràdio de París".
El cor d'Erkin havia defallit des dels últims anys quaranta i va sucumbir a un darrer ictus el 15 de setembre de 1972 a l'edat de 65 anys. Va ser soterrat al cementiri de Karşıyala d'Ankara.